# اريك ويلسون (منافس ألعاب قوى)
اريك ويلسون (بالإنجليزية: Eric Wilson)‏ هو منافس ألعاب قوى أمريكي، ولد في 8 أكتوبر 1900 في آيوا سيتي في الولايات المتحدة، وتوفي بنفس المكان في 2 يوليو 1985.

## وصلات خارجية
- أريك ويلسون على موقع أوليمبيديا (الإنجليزية)
- أريك ويلسون على موقع قاعة آيوا للمشاهير الرياضية (الإنجليزية)